# Carpathonesticus mamajevae
Carpathonesticus mamajevae är en spindelart som beskrevs av Yuri M. Marusik 1987. Carpathonesticus mamajevae ingår i släktet Carpathonesticus och familjen grottspindlar. Inga underarter finns listade.